# نارک، آرارات
نارک (به ارمنی: Նարեկ) یک شهر در ارمنستان است که در استان آرارات واقع شده‌است. نارک در ۱۱ کیلومتری شمال شرق آرتاشات، مرکز استان آرارات واقع شده‌است.

## خصوصیات
نارک ۱٬۱۵۹ نفر جمعیت دارد و در ارتفاع ۱۰۳۰ متر بالاتر از سطح دریا قرار گرفته‌است.
| سال   | ۱۹۸۴ | ۲۰۰۱ | ۲۰۰۴ | ۲۰۱۱ |
| جمعیت | ۳۳۵  | ۱۱۳۸ | ۱۰۴۹ | ۱۰۷۵ |